# R.
R. är ett musikalbum av R. Kelly. Det innehåller bland annat hit-låtarna I Believe I Can Fly, I'm Your Angel, Home Alone och If I Could Turn Back the Hands of Time.

## Låtlista
All låtar skriven och producerad av R. Kelly, förutom där det är notad.

### Disc One: The Show
1. "Home Alone" (featuring Keith Murray) (Produced by G-One) (R. Kelly, K. Price, K. Murray, G. Archie)
2. "Spendin' Money" (Produced by Sean "Puffy" Combs & Ron "Amen-Ra" Lawrence; Co-Produced by Steven "Stevie J" Jordan for The Hitmen) (R. Kelly, R. Lawrence, S. Combs, S. Jordan, K. Price, D. Romani, T. Willoughby)
3. "If I'm Wit You" (Co-Produced by Trackmasters for Trackmasters Ent.) (R. Kelly, C. Mayfield, J.C. Olivier, N. Robinson, K. Robinson, S. Barnes)
4. "Half on a Baby"
5. "When a Woman's Fed Up"
6. "Get Up on a Room"
7. "One Man"
8. "We Ride" (featuring Cam'ron, Noreaga, Jay-Z &  Vegas Cats) (Produced by R. Kelly, Trackmasters for Trackmasters Ent.; Co-Produced by Cory Rooney) (R. Kelly, C. Giles, V. Santiago, S. Carter, Vegas Cats, S. Barnes, J.C. Olivier, M.C. Rooney, C. Broadus, A. Young, H. Casey, R. Finch)
9. "The Opera"
10. "The Interview" (featuring Suzanne LeMignot)
11. "Only the Loot Can Make Me Happy"  (featuring Tone) (Co-Produced by Trackmasters for Trackmasters Ent.) (R. Kelly, J.C. Olivier, S. Barnes, D. Townsend, D. Conley. B. Jackson)
12. "Don't Put Me Out"
13. "Suicide"
14. "Etcetera"
15. "If I Could Turn Back the Hands of Time"
16. "What I Feel/Issues"
17. "I Believe I Can Fly" (International Release)

### Disc Two: The After-Party/The Hotel
1. "The Chase"
2. "V.I.P."  (R. Kelly, Dalvin Degrade, DeVante Swing)
3. "Did You Ever Think"   (featuring Tone) (Produced by R. Kelly, Trackmasters for Trackmasters Ent.; Co-Produced by Cory Rooney) (R. Kelly, C. Mayfield, J.C. Olivier, S. Barnes)
4. "Dollar Bill" (featuring Foxy Brown)  (Produced by R. Kelly, Trackmasters for Trackmasters Ent.; Co-Produced by Al West) (R. Kelly, J.C. Olivier, I. Marchand, S. Barnes, S. Otis)
5. "Reality"
6. "2nd Kelly"
7. "Ghetto Queen" (featuring Crucial Conflict) (R. Kelly, W. Martin, M. King, C. Johnson, R. Leverson)
8. "Down Low Double Life"
9. "Looking for Love"
10. "Dancing With a Rich Man"
11. "I'm Your Angel" (Duet with Céline Dion)
12. "Money Makes the World Go Round" (featuring Nas)  (Co-Produced by Trackmasters for Trackmasters Ent.) (R. Kelly, A. Barnes, J. Malone, N. Jones)
13. "I Believe I Can Fly" (US Release) / "Gotham City" (International Release)